# Bayliss Levrett
Bayliss David Levrett (* 14. Februar 1913 in Jacksonville, Florida; † 13. März 2002 in Reno, Nevada) war ein US-amerikanischer Autorennfahrer.

## Karriere
Bayliss Levrett startete 1949 und 1950 in insgesamt zehn Rennen der AAA-National-Serie. Sein bestes Ergebnis war ein vierter Platz, den der 1949 in Milwaukee auf einem Kurtis Kraft-Offenhauser erreichte.
In Indianapolis stand er zwei Mal am Start. 1949 stoppte ihn eine verlorene Ölablassschraube nach 52 Runden, 1950 legte er vom 17. Startplatz aus 105 Runden zurück, um dann seinen Wagen an Bill Cantrell zu übergeben, der nur drei Runden später aufgeben musste. 1951 konnte er sich für das Rennen nicht qualifizieren. 1952 hatte er in der Qualifikation zum Rennen einen schweren Unfall, bei dem er Verbrennungen davontrug. Daraufhin beendete er seine Karriere.
Da die 500 Meilen von Indianapolis von 1950 bis 1960 mit zur Fahrerweltmeisterschaft zählten, steht für ihn auch ein Grand-Prix-Start zu Buche.
Er starb nach langer Alzheimer-Krankheit im Alter von 88 Jahren in Reno.

## Statistik

### Indy-500-Ergebnisse
| Jahr | Startnr. | Start | Qual. (km/h) | Ergebnis | Runden | Führung | Ausfall                       |
| ---- | -------- | ----- | ------------ | -------- | ------ | ------- | ----------------------------- |
| 1949 | 69       | 29    | 207,957      | 24       | 52     |         | Ölverlust                     |
| 1950 | 24       | 17    | 211,095      | 272      | 105    |         | übergab für 2 Rd. an Cantrell |
| 1951 | 46       | DNQ   |              |          |        |         |                               |
| 1952 | 69       | DNQ   |              |          |        |         | Trainingsunfall               |

| Legende  | Legende            | Legende                                                          |
| Farbe    | Abkürzung          | Bedeutung                                                        |
| -------- | ------------------ | ---------------------------------------------------------------- |
| Gold     | –                  | Sieg                                                             |
| Silber   | –                  | 2. Platz                                                         |
| Bronze   | –                  | 3. Platz                                                         |
| Grün     | –                  | Platzierung in den Punkten                                       |
| Blau     | –                  | Klassifiziert außerhalb der Punkteränge                          |
| Violett  | DNF                | Rennen nicht beendet (did not finish)                            |
| Violett  | NC                 | nicht klassifiziert (not classified)                             |
| Rot      | DNQ                | nicht qualifiziert (did not qualify)                             |
| Rot      | DNPQ               | in Vorqualifikation gescheitert (did not pre-qualify)            |
| Schwarz  | DSQ                | disqualifiziert (disqualified)                                   |
| Weiß     | DNS                | nicht am Start (did not start)                                   |
| Weiß     | WD                 | zurückgezogen (withdrawn)                                        |
| Hellblau | PO                 | nur am Training teilgenommen (practiced only)                    |
| Hellblau | TD                 | Freitags-Testfahrer (test driver)                                |
| ohne     | DNP                | nicht am Training teilgenommen (did not practice)                |
| ohne     | INJ                | verletzt oder krank (injured)                                    |
| ohne     | EX                 | ausgeschlossen (excluded)                                        |
| ohne     | DNA                | nicht erschienen (did not arrive)                                |
| ohne     | C                  | Rennen abgesagt (cancelled)                                      |
| ohne     | keine WM-Teilnahme |                                                                  |
| sonstige | P/fett             | Pole-Position                                                    |
| sonstige | 1/2/3/4/5/6/7/8    | Punktplatzierung im Sprint-/Qualifikationsrennen                 |
| sonstige | SR/kursiv          | Schnellste Rennrunde                                             |
| sonstige | *                  | nicht im Ziel, aufgrund der zurückgelegten Distanz aber gewertet |
| sonstige | ()                 | Streichresultate                                                 |
| sonstige | unterstrichen      | Führender in der Gesamtwertung                                   |